# Рамштайн (авиабаза)
Авиабаза Рамштайн (англ. Ramstein Air Base) — опорный пункт ВВС США на территории Германии (ФРГ).
Авиационная база также является штаб-квартирой ВВС США в Европе (англ. United States Air Forces in Europe (USAFE)) и одной из баз НАТО. С 2013 года там располагается Объединённое авиационное командование НАТО.
Авиационная база расположена немного восточнее одноимённого города Рамштайн в десяти километрах к западу от города Кайзерслаутерн, на территории федеральной земли (государства) Рейнланд-Пфальц.

## История
Во время Второй мировой войны немецкие ВВС использовали участок автобана возле города Рамштайн-Мизенбах в качестве взлётно-посадочной полосы (ВПП); в конце войны эту ВПП захватили наступающие американские войска.
С апреля 1951 года по середину 1953 года американские и французские вооружённые силы, в целях усиления присутствия в оккупационной зоне, приступили к расширению и достройке новой авиабазы, южная часть которой («Авиабаза Ландштуль» (англ. Landstuhl Air Base)) представляла собой собственно ВПП, а северная («Объект военно-воздушных сил Рамштайн» (англ. Ramstein Air Force Installation)) — являлась штаб-квартирой и администрацией. 1 декабря 1957 года оба объекта были объединены под названием «Авиабаза Рамштайн-Ландштуль» (англ. Ramstein-Landstuhl Air Base), которое впоследствии упростилось до «Авиабаза Рамштайн» (англ. Ramstein Air Base).
В марте 1973 года на авиабазу переехала штаб-квартира ВВС США в Европе.
В декабре 2005 года авиабаза Рамштайн получила скандальную известность из-за секретных полётов ЦРУ по перевозке пленных.

### Несчастные случаи
- 31 августа 1981 года в результате нападения РАФ на штаб-квартиру ВВС США от взрыва пострадали 20 человек.
- 28 августа 1988 года в результате столкновения самолётов во время авиашоу погибли 70 и получили ранения 345 человек.
- 29 августа 1990 года в результате крушения взлетающего C-5A Galaxy погибли 13 человек.

## Назначение и использование
Авиабаза Рамштайн является крупнейшим опорным пунктом американских ВВС за пределами территории США.
Авиабаза располагает двумя взлётно-посадочными полосами (08/26 длиной 3200 метров и 09/27 длиной 2830 метров). На базе дислоцировано около 35 тысяч военнослужащих и работают около 4000 гражданских специалистов (состояние на 2004 год). Рамштайн является одной из двух баз на территории Федеративной Республики Германия, на которых хранится ядерное оружие (в общей сложности около 150 единиц). До 1994 года здесь базировались эскадрильи F-16, а ещё раньше F-84 и F-4. С 1971 года и по сей день на авиабазе дислоцируются транспортные самолёты Аэромобильного командования ВВС США (англ. Air Mobility Command (AMC)).
В настоящее время, после закрытия в 2005 году авиабазы Рейн-Майн, авиабаза Рамштайн является важнейшим перевалочным пунктом для транспортировки грузов и личного состава США в Европе. Авиабаза также может использоваться в качестве эвакуационного пункта, поскольку неподалёку от города Ландштуль находится крупнейшая американская больница (госпиталь) за пределами США.

## В культуре
- В фильме «Самолёт президента» борт Air Force One президента США пытается совершить вынужденную посадку на авиабазе Рамштайн, но захватившие самолёт террористы в последний момент убивают пилотов и вновь поднимают самолёт в воздух.
- Авиакатастрофе на авиабазе Рамштайн 28 августа 1988 года посвящена песня «Rammstein» индастриал-метал-группы Rammstein.
- Авиабаза встречается в игре Call of Duty: Modern Warfare 3 в брифинге перед операцией «Важная персона».

## Встречи контактной группы по обороне Украины
С 26 апреля 2022 года на базе Рамштайн проходят регулярные встречи Международной консультативной группы по вопросам обороны Украины и противодействию России. Первая такая встреча была созвана министром обороны США Ллойдом Остином для координации военной помощи Украине в отражении военной агрессии России. Мероприятие посетили министры обороны 42 стран, в том числе министр обороны Украины Алексей Резников. Последующие встречи проходили в Рамштайне, Брюсселе, или в формате видеоконференции.